# Tour de Cala Piccola
La tour de Cala Piccola (en italien : Torre di Cala Piccola), est une tour côtière située dans la commune de Monte Argentario, (province de Grosseto), en Toscane. Son emplacement est dans la côte ouest du promontoire de l'Argentario, au nord de la tour de Capo d'Uomo.

## Historique
La tour a été construite par les Siennois à l'époque de la Renaissance, plus précisément au XVe siècle, comme point de référence pour le système défensif de la partie côtière sud de la république de Sienne. La fortification côtière actuelle a été reconstruite par les Espagnols dans la seconde moitié du XVIe siècle, pour la renforcer et la rendre plus fonctionnelle dans l'exercice de fonctions d'observation et de défense active et passive au sein du système de défense côtière de l'État des Présides.
La tour a continué à remplir ses fonctions d'origine pendant de nombreux siècles, même au XIXe siècle, lorsqu'elle est temporairement devenue partie intégrante du grand-duché de Toscane ; après l'unification de l'Italie, il fut décidé de le mettre hors service et de le vendre à des particuliers en 1867 .
Au siècle dernier, la fortification a été intégrée à la zone de l'actuelle résidence hôtelière.